# بخش مرکزی شهرستان دلگان
بخش مرکزی شهرستان دلگان یکی از بخش‌های شهرستان دلگان در استان سیستان و بلوچستان ایران به مرکزیت گلمورتی است.

## جمعیت
بر پایه سرشماری عمومی نفوس و مسکن در سال ۱۳۹۰، جمعیت این بخش ۳۸٬۷۴۱ نفر (در ۸٬۳۴۷ خانوار) بوده‌است.

## تقسیمات کشوری
بخش مرکزی شهرستان دلگان از سه دهستان تشکیل شده‌است و مرکز آن شهر گلمورتی است.
دهستان‌ها:
- دهستان دلگان
- دهستان گنبد علوی
- دهستان هودیان